# Премія Бейлі Ґіффорд
Премія Бейлі Ґіффорд (англ. Baillie Gifford Prize for Non-Fiction) — британська літературна премія за науково-популярні книги, написані англійською мовою, яку присуджують щорічно з 1999 року.
З 1987 по 1998 рік корпорація NCR присуджувала книжкову премію NCR. Після їх відходу BBC Four продовжила премію за нон-фікшен з 1999 року як премію Семюеля Джонсона, названу на честь Семюеля Джонсона, найцитованішого англійського письменника та провідного інтелектуала XVIII століття після Шекспіра. Конкурс проводився BBC 2 з 2009 до 2012 року. З 2016 року нагороду названо на честь нового спонсора Бейлі Ґіффорд — інвестиційної компанії, заснованої Оґастасом Бейлі та Карлайлом Ґіффордом. Ендавмент коливався, у 2021 році він становив £50 000. 

## Призери
- 1999: Antony Beevor: Stalingrad
- 2000: David Cairns: Berlioz: Volume 2
- 2001: Michael Burleigh: The Third Reich: A New History
- 2002: Margaret MacMillan: Peacemakers: The Paris Peace Conference of 1919 and Its Attempt to End War
- 2003: T. J. Binyon: Pushkin: A Biography
- 2004: Anna Funder: Stasiland: Oh Wasn't it so Terrible - True Stories from Behind the Berlin Wall
- 2005: Jonathan Coe: Like A Fiery Elephant: The Story of B. S. Johnson
- 2006: James S. Shapiro; 1599: A Year in the Life of William Shakespeare
- 2007: Rajiv Chandrasekaran: Imperial Life in the Emerald City: Inside Iraq's Green Zone
- 2008: Kate Summerscale: The Suspicions of Mr Whicher Or The Murder at Road Hill House
- 2009: Philip Hoare: Leviathan or, The Whale
- 2010: Barbara Demick: Nothing to Envy: Ordinary Lives in North Korea
- 2011: Frank Dikötter: Mao's Great Famine: The History of China's Most Devastating Catastrophe, 1958–1962
- 2012: Wade Davis: Into the Silence: The Great War, Mallory and the Conquest of Everest
- 2013: Lucy Hughes-Hallett: The Pike
- 2014: Helen Macdonald: H is for Hawk (H wie Habicht)
- 2015: Steve Silberman: NeuroTribes: The Legacy of Autism and How to Think Smarter About People Who Think Differently
- 2016: Philippe Sands: East West Street
- 2017: David France: How to Survive a Plague
- 2018: Serhii Plokhy: Chernobyl: History of a Tragedy
- 2019: Hallie Rubenhold: The Five: The Untold Lives of The Women Killed by Jack the Ripper
- 2020: Craig Brown: One Two Three Four: The Beatles in Time
- 2021: Patrick Radden Keefe: Empire of Pain: The Secret History of the Sackler Dynasty
- 2022: Katherine Rundell: Super-Infinite: The Transformations of John Donne

## Вебпосилання
- Офіційна сторінка